# Josef Holče

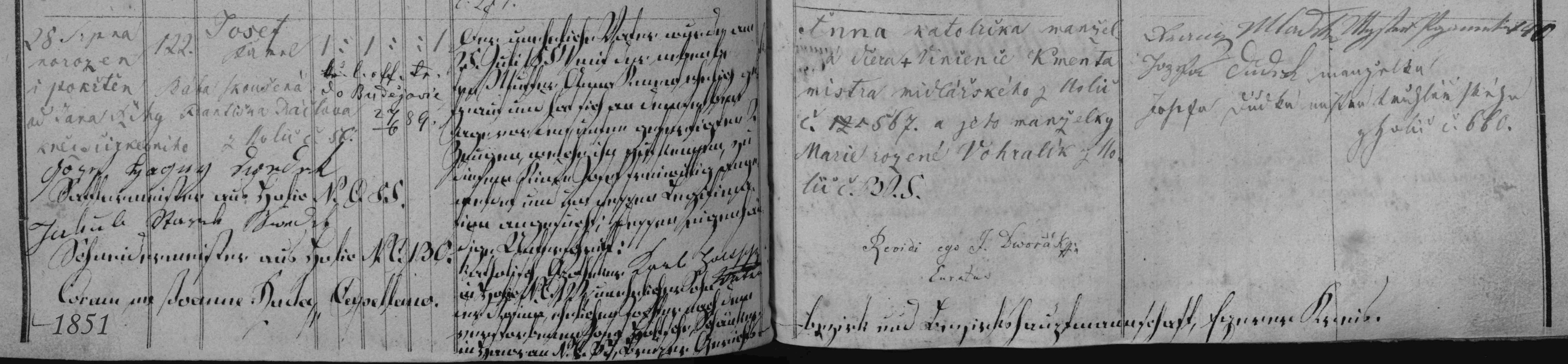
Matriční zápis o narození a křtu Josefa Holčího (matrika N 1845-1853 územní rozsah: Holice (SOA Zámrsk))

Josef Holče (28. srpna 1851 Holice – 25. ledna 1905 Jindřichův Hradec) byl rakouský a český knihkupec a politik, na přelomu 19. a 20. století poslanec Českého zemského sněmu.

## Biografie
Pocházel z východočeských Holic. Vystudoval gymnázium v Jindřichově Hradci. Působil jako lékárník, později byl knihkupcem a majitelem obchodu s papírnickými potřebami v Jindřichově Hradci. Koncem 19. století se uvádí jako náměstek starosty města a místopředseda obchodní a živnostenské komory v Českých Budějovicích. V roce 1905 se zmiňuje již jako prezident českobudějovické obchodní komory.
V 90. letech 19. století se zapojil i do zemské politiky. Ve volbách v roce 1895 byl zvolen v kurii obchodních a živnostenských komor (volební obvod České Budějovice) do Českého zemského sněmu. Politicky patřil k mladočeské straně. Mandát obhájil ve volbách v roce 1901.
Zemřel v lednu 1905, pohřben byl na hřbitově u Nejsvětější Trojice.